# Jakob-Fugger-Gymnasium Augsburg
Das Jakob-Fugger-Gymnasium (kurz das „Fugger“ oder „JFG“) ist ein koedukatives naturwissenschaftlich-technologisches und wirtschaftswissenschaftliches Gymnasium in Augsburg. Es liegt im Stadtjägerviertel, dem fünften Stadtbezirk Augsburgs, am nordwestlichen Fuß der Hochterrasse, auf der, zwischen Lech und Wertach, das alte Augsburg gegründet worden ist. Das Gymnasium in der Kriemhildenstraße bietet seit dem Schuljahr 2007/2008 zusätzlich zu den Regelklassen ein gebundenes Ganztagsschulkonzept an.

## Geschichte

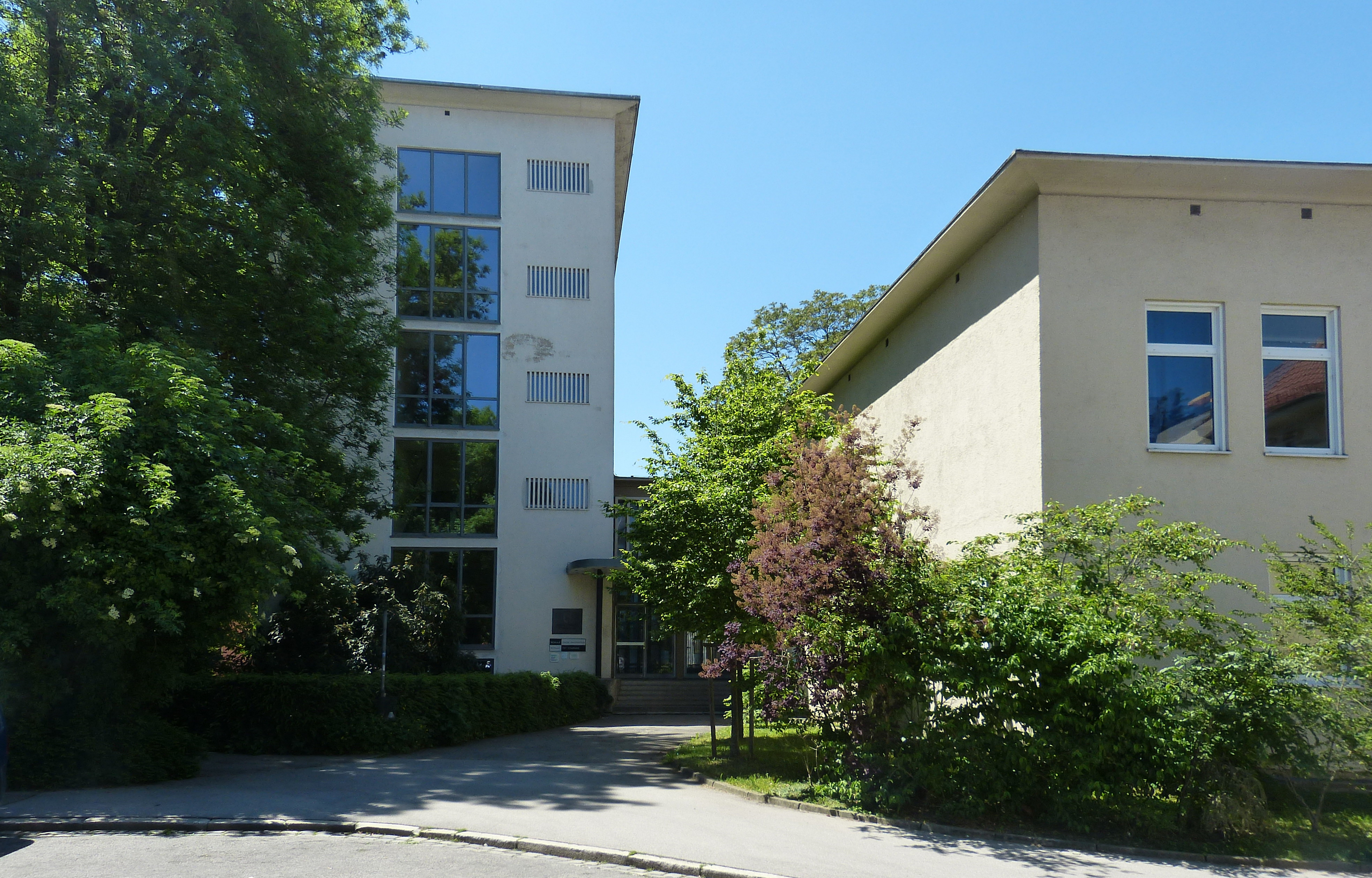
Eingang zum A-Trakt/Verwaltungstrakt

Das Jakob-Fugger-Gymnasium wurde 1879 unter dem Namen Stahlmann’sche private Handelsschule gegründet. Am Anfang wurde ein Schwerpunkt in den wirtschaftswissenschaftlichen Fächern gesetzt.
Am 18. November 1886 wurde das neue Schulgebäude in der Jesuitengasse 14 feierlich eröffnet. Der Gesamtstadtrat der Stadt Augsburg beschloss im November 1922 die Übernahme der Schule in vollständig städtische Verwaltung. Am 25./26. Februar 1945 wurde das Schulgebäude in der Jesuitengasse durch einen Bombenangriff vollständig zerstört. Am 6. Dezember 1945 wurde die Schule in den Räumen der Volksschule St. Georg unter schwierigsten Verhältnissen wiedereröffnet.
Ende 1953 begann der erste Bauabschnitt des neuen Schulgebäudes an der Siegfriedstraße, der 1955 fertiggestellt wurde. 1955 erhielt die Schule ihren Namen, um mit Jakob Fugger „die alten Geschlechter der Stadt Augsburg zu ehren“, wie der Stadtrat damals begründete. Schulprofil und Schulmotto haben bei ihrem Namenspatron nicht nur den Reichen und wirtschaftlich erfolgreichen Bürger Augsburgs im Blick, sondern auch den Sozialethiker, der mit der Fuggerei eine schon in seiner Zeit einzigartige Stiftung ins Leben rief, die bis heute Weltgeltung hat.
Ab dem Schuljahr 1960/61 wurde die Höhere Handelsschule zur neunklassigen Wirtschaftsoberrealschule ausgebaut. Die im Schuljahr 1965/66 für alle höheren Schularten eingeführte einheitliche Bezeichnung Gymnasium führte im Zusammenhang mit der Neuordnung der Ausbildungsrichtungen 2003 zur Bezeichnung Jakob-Fugger-Gymnasium (naturwissenschaftlich-technologisches Gymnasium und wirtschafts- und sozialwissenschaftliches Gymnasium mit wirtschaftswissenschaftlichem Schwerpunkt). Mit dem neuen LehrplanPLUS, der seit dem Schuljahr 2017/18 eingeführt wird, wurde auch die Bezeichnung wirtschaftswissenschaftliches Gymnasium (WSG) wieder eingeführt.

## Schulprofil
Das städtische Jakob-Fugger-Gymnasium ist eine traditionsverbundene und zugleich innovative Schule im Zentrum der Stadt Augsburg. Mit einem qualifizierten Unterricht, verschiedenen Angeboten der individuellen Förderung und einem breitgefächerten Wahlangebot bieten wir unseren Schülerinnen und Schülern eine solide Ausbildung, die individuellen Lernvoraussetzungen und unterschiedlichen Neigungen und Interessen gerecht wird. Das Jakob-Fugger-Gymnasium versteht sich nicht nur als ein Lernort, sondern ist auch ein Lebensraum für ein gelungenes Miteinander der gesamten Schulgemeinschaft.

## Sprachenfolge
Alle Schülerinnen und Schüler beginnen in der 5. Jahrgangsstufe mit Englisch, in der 6. Jahrgangsstufe kann zwischen Latein und Französisch gewählt werden. In der 11. Jahrgangsstufe besteht in allen Zweigen die Möglichkeit, Spanisch als spätbeginnende Fremdsprache zu wählen, die bis zum Abitur fortgeführt werden muss und die zweite Fremdsprache ersetzt.

## Ausbildungsrichtungen

### Naturwissenschaftlich-technologische Ausbildungsrichtung (NTG)
Im NTG ist bereits ab der 8. Jahrgangsstufe zum Fach Physik das Fach Chemie mit zusätzlichen Stunden vertreten. Die Nutzung der zusätzlichen Profilstunden erlaubt die Teilung der Klassen in den Physik- und Chemieübungsstunden, um in Kleingruppen zu experimentieren. In der 9. Jahrgangsstufe kommt im NTG das neue Fach Informatik dazu.

### Wirtschaftswissenschaftliche Ausbildungsrichtung (WWG)
Im WWG kommt bereits ab der 8. Jahrgangsstufe als neues Fach Wirtschaft und Recht dazu. Eine Besonderheit des WWG ist zudem ab der 9. Jahrgangsstufe das Fach Wirtschaftsinformatik. Eine weitere Profilbildung erfolgt durch die Wahlkurse.

## Ganztagsangebot
Am Jakob-Fugger-Gymnasium sind in der fünften, sechsten und siebten Jahrgangsstufe neben den Regelklassen gebundene Ganztagsklassen eingerichtet. Dieses in Schwaben einzigartige „Augsburger Modell“ stützt sich auf folgende Grundsätze:
- Der Fachunterricht wird in den Kernfächern Deutsch, Englisch und Mathematik um acht Stunden ausgeweitet. In diesen Kernfächern werden die schriftlichen Hausaufgaben in der Schule angefertigt.
- Die schriftlichen Hausaufgaben sind somit in Übungsphasen dieses Fachunterrichts integriert.
- Die Belastung durch mündliche Hausaufgaben in Nichtschulaufgabenfächern außerhalb des erweiterten Fachunterrichts ist begrenzt. Diese Aufgaben müssen von den Schülern selbständig zu Hause erledigt werden.
- In den Übungsphasen des Fachunterrichts trainieren die Schüler auch Lern- und Arbeitstechniken.
- Es werden feste Zeitfenster für Fachunterricht, erweiterten Fachunterricht sowie Wahlunterricht (z. B. Chor, Schulspiel, Schulgarten, Tastaturkurs, Instrumentalunterricht und Robotik) gesetzt.

Durch dieses Konzept wird eine deutliche Rhythmisierung des Unterrichtstags herbeigeführt.
Seit dem Schuljahr 2009/2010 besteht parallel auch ein offenes Ganztagsangebot für die Schülerinnen und Schüler der Regelklassen.

## Besonderheiten

### Betriebspraktikum
In der 9. Jahrgangsstufe absolvieren alle Schülerinnen und Schüler ein einwöchiges Betriebspraktikum in einem Augsburger Unternehmen, bei dem sie sich selbständig bewerben müssen.

### Wahlfächer
Als Wahlfächer werden neben Schulspiel, Big Band, Chor, Chinesisch, Nähen und Basteln auch Informatik/Robotik (mit Hilfe von LEGO Mindstorms) angeboten. Eine Gruppe kümmert sich um den neu gestalteten Schulgarten. Es besteht auch die Möglichkeit an einer Bläserklasse oder einer Streicherklasse teilzunehmen. Seit Februar 2012 sorgt der Schulsanitätsdienst mit über 20 ausgebildeten Schülerinnen und Schülern für mehr Sicherheit bei großen Veranstaltungen wie Schul- und Sportfesten, aber auch im ganz normalen Schulalltag. Außerdem gibt es für die 5. und 6. Klassen die Forscherklasse.

### MINT-Schwerpunkt
Von der Initiative MINT Zukunft schaffen, die sich zum Ziel gesetzt hat die Bildung in Mathematik, Informatik, Naturwissenschaften und Technik auszubauen und qualitativ zu stärken, wurde das Jakob-Fugger-Gymnasium Augsburg, im Oktober 2012, als einziges Gymnasium im Raum Augsburg, als „MINT-freundliche Schule“ ausgezeichnet. Im Oktober 2015 und erneut im November 2019 wurde die Schule für ihre erfolgreiche MINT-Schwerpunktsetzung von der Initiative MINT Zukunft schaffen geehrt.
Im November 2015 wurde das Jakob-Fugger-Gymnasium aufgrund seines hervorragenden MINT-Profils in das nationale Excellence-Netzwerk von Schulen MINT-EC als Anwärterschule aufgenommen. Zwei Jahre später, im November 2017, wurde das Jakob-Fugger-Gymnasium als einzige Schule im Raum Augsburg als Mitglied in das Netzwerk der MINT-EC-Schulen aufgenommen.

### Schüleraustausch
Seit 1987 besteht ein Schulaustausch mit Dayton im US-Bundesstaat Ohio, der Partnerstadt Augsburgs. Alle zwei Jahre fahren etwa 20 Schülerinnen und Schüler für 10 Tage zu Gastfamilien und besuchen die dortige Chaminade Julienne High School.
Auch mit Frankreich bestand ein Schulaustausch: Partnerschulen waren zwei Lycées (Lycée Jacques Coeur und Lycée Pierre-Émile Martin) in Bourges, der französischen Partnerstadt Augsburgs. Dieses Angebot richtete sich an Schülerinnen und Schüler der 9. Jahrgangsstufe und fand bis 2020 jährlich statt. Seit 2023 findet für die Lernenden der Jahrgangsstufe 10 ein Austausch im Rahmen des Erasmus+-Projektes mit dem Lycée Alain Fournier mit Frankreich Bourges statt.

### Schulpartnerschaften
Das Jakob-Fugger-Gymnasium wurde im Dezember 2007 in den Kreis der offiziellen Partnerschulen der Siemens AG aufgenommen, welche Bewerbungs- und Präsentationsseminare, Teamtrainings, Betriebsbesichtigungen und Besuche der Hauptversammlung für die Schüler anbietet. Seit März 2011 besteht darüber hinaus eine Kooperation mit der Dierig Holding AG, die es den Lernenden ermöglicht an der Hauptversammlung des Unternehmens teilzunehmen und die Vorstände der Aktiengesellschaft in Expertengesprächen im Unterricht und bei Betriebserkundungen zu erleben.
Im Februar 2015 wurde ein Kooperationsvertrag zwischen dem Jakob-Fugger-Gymnasium und der Hochschule für angewandte Wissenschaften Augsburg – University of Applied Sciences unterzeichnet. Die Partnerschaft dient einem gemeinsamen Lernen und Kennenlernen, dem beiderseitigen Know-how-Transfer und der theoretischen und praxisorientierten Vorbereitung auf die Studienwelt.
Eine besondere Partnerschaft verbindet das Jakob-Fugger-Gymnasium mit den fürstlich-gräflichen Fuggerschen Stiftungen. Im Dezember 2017 bekräftigte Katharina Gräfin Ballestrem-Fugger von Glött diese Kooperation im Rahmen der Weihnachtsfeier. Seit Jahren wird in diesem Rahmen die Fugger-Medaille an Schülerinnen und Schüler verliehen, die sich in besonderer Weise für die Schulgemeinschaft engagiert haben.
Im Juli 2019 wurde aus der langjährige Partnerschaft der MT Aerospace AG und des Jakob-Fugger-Gymnasiums eine offizielle Kooperation. Ziel dieser Kooperation ist die weitere Zusammenarbeit im Bereich Studien- und Berufsorientierung aber auch bei der Projektarbeit im Bereich Luft- und Raumfahrttechnik und Leichtbau.

### EU-Projekte
Das Jakob-Fugger-Gymnasium Augsburg war koordinierende Schule des multilateralen Comenius-Schulprojektes 2008–2010: “Renewable energy: a future for our planet”, bei dem neben dem wissenschaftlichen Zugang zu erneuerbaren Energien die multinationale Zusammenarbeit auch einen wichtigen Beitrag zum europäischen Denken und Miteinander leistete. Darüber hinaus wurden die Kommunikationsfähigkeiten sowohl im sprachlichen als auch im multimedialen Umgang miteinander gefördert. Partnerschulen in diesem Projekt waren aus Italien das Liceo Sorbelli in Pavullo nel Frignano (Provinz Modena) und aus Spanien das I.E.S. Isaac Peral in Torrejón de Ardoz (Region Madrid). Im Dezember 2010 hat das Projekt die Endrunde des Deutschen Klimapreises der Allianz Umweltstiftung erreicht und damit einen mit 1000 € dotierten Preis gewonnen.
Seit Dezember 2009 ist das Jakob-Fugger-Gymnasium eine von 24 Pilotschulen im europaweiten Projekt NANOYOU. Das JFG wurde als einzige Schule in Süddeutschland ausgewählt, um Nanotechnologie in die Klassenzimmer zu bringen und zugleich die ethischen, juristischen und sozialen Auswirkungen zu thematisieren. Seit September 2011 nahm das JFG als einzige Schule aus Deutschland am Folgeprojekt NANOChannels des Europäischen Schulnetzes (EUN) teil, bei dem es um die Verbesserung der Kommunikation dieser neuen Zukunftstechnologie im Nanometerbereich geht.
Mit dem edu.lab, einem neuartigen multifunktionalen Medienraum, ist das Jakob-Fugger-Gymnasium Augsburg, Teil des „Future Classroom Network Lab“ des Europäischen Schulnetzes (EUN). Das edu.lab bündelt seit September 2018 moderne IT- und Medieninfrastruktur, um moderne Unterrichtsformen und Kooperationen im Zeitalter der Digitalisierung zu ermöglichen.
Von Oktober 2020 bis August 2023 war das Jakob-Fugger-Gymnasium erneut koordinierende Schule einer Erasmus+ – Schulpartnerschaft mit dem Titel „Jakob Fugger – A historical European influencer – #economic #political #social #medial #ecological #footprints“. In dem von der Europäischen Union geförderten Schulaustauschprojekt stand Jakob Fugger im Zentrum und Themen wie Handel und Bergbau inklusiv der Folgen des Bergbaus für die jeweilige Region bis heute. Ebenfalls wurde untersucht, wie Jakob Fugger zum reichsten Mann der Welt wurde und welchen Einfluss seine Geschäftspraktiken auf die lokale Bevölkerung hatten. Das Projekt zeigte auf, wie Netzwerke Lebenssituationen beeinflussen und was mit Regionen passiert, wenn sich regionale und überregionale Bedingungen ändern. Partnerschulen in diesem Projekt waren die Zakladna skola Moskovska 2 in Banská Bystrica (Slowakei), das Oberschulzentrum Sterzing (Italien), Onze-Lieve-Vrouwecollege Plus in Antwerpen (Belgien) und dem Instituto de Educación Secundaria Pablo Ruiz Picasso in Almadén (Spanien). Das Projekt wurde von der Nationalen Agentur Erasmus+ Schulbildung im Pädagogischen Austauschdienst mit dem „Erasmus+ Qualitätssiegel 2023“ ausgezeichnet und wird fortan auf der Plattform für Projektergebnisse von Erasmus+ als „good practice“-Projekt gekennzeichnet.
Als eines von nur zwei Gymnasien in Augsburg, verfügt das Jakob-Fugger-Gymnasium über eine Akkreditierung bei Erasmus+ mindestens bis zum Jahr 2027 und ist daher in der Lage Projekte auf europäischer Ebene für Schülerinnen und Schüler, sowie Lehrkräfte umzusetzen. Als Entwicklungsziele, eingebettet in die Schwerpunkte des Erasmus-Programms und das Leitbild des JFGs, wurden formuliert:
- Aufbau eines Austauschprogramms für Lernende in Verbindung mit gemeinsamen Projekten mit europäischer Zielsetzung
- Förderung der Lese-, Sprach- und Medienkompetenzen der Schülerinnen und Schüler durch Öffnung des Unterrichts
- Transnationale Kooperationen in den Bereichen Projektseminare, Studien- und Berufswahl und der Wissenschaftspropädeutik
- Praktische Erfahrung der gemeinsamen kulturellen Grundlagen Europas durch Kooperation mit europäischen Partnerschulen
- Bildung für nachhaltiges Lernen und Handeln – Umwelt- und Klimaschutz am JFG

Im Rahmen der aktuellen Akkreditierung führt das Jakob-Fugger-Gymnasium seit 2023 zwei multinationale Mobilitätsprojekte durch:
- Projekt mit dem Lycée Alain Fournier mit Frankreich Bourges zum Thema „Plus loin que le bout de son nez – Blick über den Tellerrand“
- Projekt mit Zakladna skola Moskovska 2 in Banská Bystrica (Slowakei) und Lycée Plaine de l \’Ain in Ambérieu-en-Bugey (Frankreich) zum Thema „Climate Change in Mountain Areas“

## Musikalisches Leben am Fugger
Bläser-/Streicherklasse
In der sechsten und siebten Jahrgangsstufe können die Schülerinnen und Schüler anstelle des regulären Musikunterrichts den Musikunterricht in einer Bläser- oder Streicherklasse (Angebot im jährlichen Wechsel) wählen. Dies bedeutet, dass die musikalisch Interessierten anstelle des regulären Musikunterrichts in einer Bläser- oder Streichergruppe gemeinsam musizieren. Zusätzlich haben die Lernenden die Möglichkeit am Nachmittag in den Räumen der Schule Instrumentalunterricht zu belegen, um dort ein Blas- oder Streichinstrument zu erlernen. Dieser Instrumentalunterricht wird u. a. von Musiklehrkräften der Sing- und Musikschule Mozartstadt Augsburg erteilt.
Kammermusikensemble – Concert Band
Im Anschluss an die 7. Jahrgangsstufe haben alle Freunde der Musik die Möglichkeit, Wahlkurse im Bereich der musikalischen Ensembles zu besuchen. Seit einigen Jahren im Kammermusikensemble oder in der Concertband weiter gemeinsam zu musizieren. Das musikalische Jahr am Jakob-Fugger-Gymnasium bietet zwei Höhepunkte, an denen die Musiker die Schulgemeinschaft mit ihrem Können beeindrucken können. Die Adventsfeier in Evangelisch Heilig Kreuz stimmt die Schulgemeinschaft auf die Adventszeit ein und im Juni sorgen die Konzerte im Schulgarten für stimmungsvolle musikalische Sommernächte.

## Wettbewerbe
Beim Wettbewerb Schüler experimentieren 2006 bewies eine Schülergruppe des JFG anhand eines Modells, dass die Renaturierung des Flusses Wertach von Nutzen war. Mit diesem Beitrag gewann die Schülergruppe den Landessieg im Bereich Geo- und Raumwissenschaften.
Eine Schülergruppe des JFG holte beim Geschichtswettbewerb des Bundespräsidenten 2008/09, einem der renommiertesten deutschen Geschichtswettbewerbe für Kinder und Jugendliche bis 21 Jahre mit der Arbeit „US-Soldaten in Augsburg nach 1945 – verkannte Helden?“ den Landessieg.
Das Schülerteam „RobOpis“ erzielte beim Technologiewettbewerb FIRST LEGO League 2012 mit dem Thema „Senior Solutions“ im Regionalentscheid an der TU München den 1. Platz in der Gesamtwertung und qualifizierte sich in Innsbruck beim Semi Final Europe South für die Europameisterschaft.
Im Januar 2013 hat das Projekt-Seminar „Energiepfad“ die Endrunde des Deutschen Klimapreises der Allianz Umweltstiftung 2013 erreicht und damit einen mit 1000 € dotierten Preis gewonnen.
Die Schule ist seit vielen Jahren regelmäßig beim multidisziplinären Technik-Wettbewerb „Formel 1 in der Schule“ vertreten. Acht Teams sind bisher an den Start gegangen und erreichten jeweils Platzierungen unter den Top 6 in Bayern. In den Jahren 2012, 2013 und 2015 qualifizierte sich jeweils ein Team für die Deutsche Meisterschaft.
Das Schülerprojekt „ComCar“ hat 2013 am Schülerwettbewerb chips@school der Infineon AG teilgenommen und ist mit dem ersten Platz ausgezeichnet worden. Die Idee, Roboter mit Hilfe einer App autonom und ohne Kollision fahren zu lassen, hat die Jury überzeugt.
Das Team „Flitzbox“ vom Jakob-Fugger-Gymnasium sicherte sich mit seinem Fahrzeug der Zukunft, bei dem für den Energiemix aus Sonne, Wasser und Wind verschiedene Darstellungen gefunden wurden, bei der 6. Deutschen Meisterschaft SolarMobil 2015 unter 60 Teams, des vom VDE und vom Bundesministerium für Bildung und Forschung (BMBF) initiierten Schülerwettbewerbs, die Deutsche Vizemeisterschaft.
Mit dem MorningBot hat ein Schülerteam beim Wettbewerb chips@school 2017 der Infineon AG teilgenommen und ist mit dem zweiten Platz ausgezeichnet worden. Der MorningBot soll Schülern das Aufstehen am Morgen erleichtern, indem er nach einer freundlichen Begrüßung den Wochentag, die Uhrzeit und die Wetterprognose erfährt. Um das Alarmsignal zu beenden, muss eine Additionsaufgabe richtig beantwortet werden.
Im Frühjahr 2017 gewann eine Schülerin den Regionalentscheid von Jugend forscht in Augsburg im Fachbereich Physik mit der Arbeit „Warum SPINnen die Tennisbälle?“. Der Einfluss der Rotation auf die Flugbahn des Tennisballs wurde mithilfe eigener Videoanalyse untersucht und nachgewiesen, dass der Ball durch die Rotation entweder nach unten „gedrückt“ oder nach oben „gesaugt“ wird.
Mit der Analyse des Spiels „Tic Tac Toe“ mit Hilfe eines selbst entwickelten Computerprogramms, das über eine Viertelmillion unterschiedlicher Spielverläufe analysierte, gewann ein Schüler im Frühjahr 2018 den Regionalentscheid von Jugend forscht in Augsburg im Fachbereich Mathematik/Informatik.

## Öffentlichkeitsarbeit
Die Schülerzeitung des Jakob-Fugger-Gymnasiums heißt „Die Brücke“ und erscheint jährlich.

## Schulnahe Vereine

### Philisteria mercatura e. V.
Die Philisteria mercatura e. V. ist der Abiturienten- und Absolventenverband des Jakob-Fugger-Gymnasiums. Die Vereinigung wurde im Jahr 1886 als Absolventenverbindung (Absolvia) an der Stahlmann’schen privaten Handelsschule gegründet. Den als zeitlos zu erachtenden Zielen und Traditionen der 1886 gegründeten Vereinigung ist die Philisteria mercatura bis heute treu geblieben. Gemäß dem Vereinszweck organisiert die Philisteria mercatura gesellige, kulturelle und sportive Veranstaltungen. Die Zwecke des Vereins sind:
- der Kontakterhalt zwischen ehemaligen und noch zur Schule gehenden Schulfreunden
- die Förderung von kaufmännischem und allgemeinem Wissen
- die Unterstützung der Vereinsmitglieder bei ihrer Entfaltung in Ausbildung und Studium, sowie im beruflichen Bereich. (Alumni-Networking)
- die Förderung des Jakob-Fugger-Gymnasiums

### Förderverein Jakob-Fugger-Gymnasium e. V.
Der Förderverein Jakob-Fugger-Gymnasium e. V. verfolgt den Zweck der ideellen und finanziellen Förderung von Bildung und Erziehung der Schülerinnen und Schüler des Jakob-Fugger-Gymnasiums, materiell durch Verbesserung und Ergänzung der Lehrbedingungen oder ideell durch aktive Beteiligung der Mitglieder an Veranstaltungen, in die sie ihre in den jeweiligen Berufsfeldern erworbene fachliche Kompetenz einbringen können.

## Bekannte Schüler
Die Jahreszahlen stellen das Jahr des Schulabschlusses dar.
- Anton Hafner, geb. 1881, Begründer des Bankhauses Hafner
- Hans und Anton Hafner (1925 & 1927), 2. Generation im Bankhaus Hafner
- Fritz Scherer (1957), bis 2003 Ökonom an der Hochschule Augsburg, langjähriger Präsident und Vizepräsident des FC Bayern München
- Rolf Baron von Hohenhau (1965), Präsident des Bundes der Steuerzahler in Bayern e. V., Präsident der Taxpayers Association of Europe (TAE)
- Johann Engelhard (1971), bis 2016 Wirtschaftswissenschaftler an der Otto-Friedrich-Universität Bamberg
- Peter Dempf (1979), Autor
- Bernhard Rieger (1979), Chemiker an der TU München
- Thomas Günther (1980), Ökonom an der TU Dresden
- Klaus Merk (1982), ehemaliger Eishockeynationaltorhüter, Torwart- und Assistenztrainer der deutschen A-Nationalmannschaft und der Nachwuchs-Teams
- Oliver Fix (1992), Olympiasieger im Einer-Kajak Slalom in Atlanta 1996
- Maurice Malone (2017), Fußballspieler des FC Augsburg und ehemals der U19-Nationalmannschaft